# Ліптовська Тепла
Ліптовська Тепла (словац. Liptovská Teplá) — село, громада округу Ружомберок, Жилінський край. Кадастрова площа громади — 9.43 км².
Населення 1005 осіб (станом на 31 грудня 2018 року). Поруч протікає річка Теплянка.

## Історія
Ліптовська Тепла згадується 1264 року.

## Населення
| Рік:            | 1994. | 2004.   | 2014.    | 2024.   |
| --------------- | ----- | ------- | -------- | ------- |
| Кількість осіб: | 876   | 903     | 1007     | 1018    |
| Різниця:        |       | +3,08 % | +11,51 % | +1,09 % |

| Рік:            | 2023. | 2024.   |
| --------------- | ----- | ------- |
| Кількість осіб: | 1025  | 1018    |
| Різниця:        |       | -0,68 % |